# Texelplein
Het Texelplein is een plein in Amsterdam-Noord.
Het plein en ook de Texelstraat liggen in Tuindorp Buiksloot in het buurtje Blauwe Zand. Die naam verwijst naar de blauwe kleur van het opgespoten zand destijds. De naam leeft ook voor in de Blauwezandbrug. Zowel plein als straat kregen op 18 maart 1931 hun naam, een vernoeming naar het Noord-Hollandse eiland Texel. In de omgeving kregen straten en pleinen allemaal namen vernoemd naar eilanden.
Omstreeks 1931 werd deze wijk volgebouwd met woningen ontworpen door Jo Mulder. Gezien zijn bedrijvigheid hier is het mogelijk dat hij ook het stedenbouwkundige plan voor deze wijk heeft geleverd. Mulder was actief voor de Gemeentelijke Woningdienst, die hier opdrachtgever was. Daar waar elders zijn werk het tot de status van gemeentelijk monument dan wel rijksmonument bracht, zijn de woningen aan het Texelplein ingedeeld in Orde 3 (niet bijzonder). 
De huisjes aan het Texelplein en straat hebben dezelfde vorm als de woningen aan het Hoekschewaardplein en –straat, dat ten opzichte van de Waddenweg het spiegelbeeld vormt. 
Amsterdam had in vroeger tijden nog de Tesselsche kade/Texelsekade, een kade waar schepen van Texel aankwamen of vertrokken. Die kade werd in 1879 hernoemd in Prins Hendrikkade. 